# Guillemita

L'estrella porpra de l'exèrcit guillemita forma part de la bandera de l'Orde d'Orange

Un guillemita és un seguidor del rei Guillem III d'Anglaterra qui deposà el rei Jaume II durant la Revolució Gloriosa. Guillem, l'Stadthouder de les Províncies Unides, substituí Jaume amb el suport dels Whigs anglesos.
Un dels objectius de Guillem era per assegurar l'entrada d'Anglaterra en la Lliga d'Augsburg contra França en la Guerra dels Nou Anys. Per als guillemites a Anglaterra, Escòcia i Irlanda, Guillem era vist com el garant de la llibertat civil i religiosa i de la monarquia protestant contra l'absolutisme catòlic.
El terme «guillemita» també s'utilitza comunament per a referir-se a l'exèrcit multinacional de Guillem a Irlanda durant la Guerra Guillemita d'Irlanda de 1689-1691. En la mateixa Irlanda, Guillem va rebre el suport dels colons protestants i l'oposició dels nadius irlandesos catòlics jacobites que van donar suport a Jaume. Encara es representa a la iconografia de l'Orde d'Orange, el nom de la qual deriva de la dinastia de Guillem, la Casa d'Orange-Nassau.

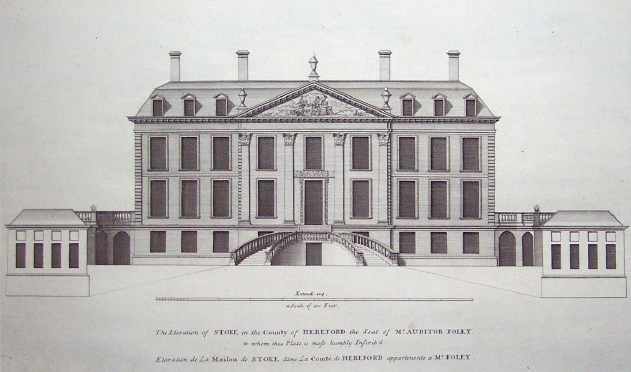
Casa Stoke (1695) a Vitruvius Britannicus I (1715)

«Guillemita» també s'aplica a vegades a les cases de camp construïdes en les darreries del regnat dels Stuart (1690-1710) en la tradició classicista conservadora anglesa que s'havia establert durant Carles II per Hugh May i Sir Christopher Wren, del qual en són exemples típics Belton House (Lincolnshire) i l'anteriorment Stoke Edith (Herefordshire). Aquestes cases compactes no encaixen fàcilment dins de les convencions de l'arquitectura barroca anglesa.
L'«estrella porpra guillemita» forma part de la bandera actual de l'Orde d'Orange a Irlanda del Nord.